# PRL-8-53
El PRL-8-53 es un nootrópico sintético derivado del ácido benzoico y la fenilmetilamina (bencilamina) que ha demostrado en estudios anecdóticos que actúa como una droga hipermnésica en seres humanos; fue sintetizado por primera vez por el profesor de química médica Nikolaus Hansl en la Universidad Creighton en la década de 1970 como parte de su trabajo en ésteres de ácido amino etil benzoico meta.

## Efecto nootrópico
Un solo estudio en humanos fue publicado en 1978. El ensayo doble ciego de PRL-8-53 en 47 voluntarios sanos evaluó sus efectos en una variedad de escalas cognitivas. 5 mg del fármaco administrado por vía oral 2-2,5 horas antes de las tareas de estudio mostró mejoras en la consolidación de la memoria de entre un 132% y 252% al cabo de 24 horas y 1 semanas respecto a la tasa de referencia. En tiempo de reacción visual y control motor fino no hubo mejora estadística significativa. No se constató efectos secundarios.

## Farmacología
Se desconoce exactamente el mecanismo de acción del PRL-8-53. No muestra propiedades estimulantes, y no potencia la dextroanfetamina. Muestra propiedades colinérgicas, y potencia la dopamina, mientras que inhibe parcialmente la serotonina. El PRL-8-53 invierte los efectos catatónicos y ptósicos de la reserpina.

## Toxicidad
El PRL-8-53 es relativamente carente de toxicidad, con una DL50 en ratones de 860 mg/kg, dando el medicamento un alto índice terapéutico. Las dosis superiores a 8 mg/kg tienen breves efectos hipotensores en caninos. Las dosis altas reducen la actividad motor en roedores, con la ED50 a 160 mg/kg para una reducción del 50% en la actividad motora de ratones. También muestra efectos espasmolíticos.